# Heidi Baader-Nobs
Heidi Baader-Nobs est une compositrice suisse née le 5 décembre 1940 dans la ville de Delémont. 

## Biographie
Après avoir suivi ses études à l'école normale de Delémont, elle étudie la composition et la théorie musicale avec Robert Suter et Jacques Wildberger à la Musik-Akademie de Bâle,.
Installée à Allschwil, elle a interrompu pendant quelques années sa carrière de compositrice pour répondre à des « responsabilités et obligations familiales » avant de reprendre son activité.

## Compositions
- Quatuor à cordes (1980)
- Musique de fête pour... (1981)
- Lamento (1984)
- Duo pour violoncelle seul (1986)
- Bifurcation pour tuba et piano[4] (1987)
- Session (1988)
- Contrevenant (1990)
- Petit quatuor en pizz (1990)
- Spires (1993)
- Duo pour Hansheinz (1996)
- Quatuor à cordes II (1999)
- Trio à cordes (2001-2002)
- Mouvement capricieux (2002)
- Transmutations (2003)
- Escapade (2007)
- Escapade II (2009)
- Fantaisie (2010)